# Людвік Дорн
Людвік Станіслав Дорн (пол. Ludwik Stanisław Dorn; 5 червня 1954, Варшава — 7 квітня 2022) — польський консервативний політик, депутат Сейму.

## Життєпис
Народився у сім'ї Генріха Дорна (Дорнбаума), єврея за національністю, оптика, академіка марксизму-ленінізму (вся родина батька була вбита під час Голокосту). Брав участь у діяльності харцерів (скаутів), де його інструктором були Анджей Целіньській і Антоні Мацеревич, що стали згодом політиками. Він був активістом демократичної антикомуністичної опозиції.
З 31 жовтня 2005 по 7 лютого 2007 рр. він був міністром внутрішніх справ і адміністрації, пішов у відставку після конфлікту з прем'єр-міністром Ярославом Качинським.
У 1978 р. він закінчив соціологічний факультет Варшавського університету.